# Stadspark (Den Helder)
Het Stadspark is een park, gelegen in het centrum van de Nederlandse stad Den Helder.

## Geschiedenis
Begin 21e eeuw werden door West 8, in opdracht van ontwikkelingsmaatschappij Zeestad, plannen gemaakt ter vernieuwing van het stadshart van Den Helder. Een onderdeel hiervan is het aanleggen van een park tussen Station Den Helder als zuidelijke begrenzing en het Helders Kanaal nabij de Helderse Zeedijk als de noordelijke begrenzing. Het park is grofweg gesitueerd op de locatie waar tot in de jaren 50 het oude station en de uitloopsporen lagen. Naast dit station lag destijds het Julianapark dat tegelijk met de sloop van het station grotendeels verdween. Voor aanvang van de herontwikkeling tot stadspark bevonden zich in dit gebied het Juliana- en Bernhardplein, de schouwburg, het politiebureau, de brandweerkazerne en kantoorgebouw De Koploper.
De aanleg van het park is anno 2025 nog niet afgerond en vindt plaats in fases verspreid over meerdere decennia. Het eerste deel van het park, tussen Polderweg en Prins Hendriklaan, werd in 2009 aangelegd. De bomen zijn onder een hoek van acht graden geplant om een karakter van veel bomen in Den Helder, het scheefgroeien door de wind, te benadrukken. Op deze manier van planten kwam kritiek vanuit de bevolking en de politiek. Vrijwel alle nieuw geplante bomen zijn variëteiten van de iep, er staan enkele eikenbomen in het park.
Het Julianaplein werd in 2011 onder handen genomen en in mei van dat jaar werd dat deel van het park geopend. Nadat de schouwburg was gesloopt werd in 2017 nog een deel van het park, nabij het Bernhardplein, aangelegd. In 2020 werd, na de sloop van een kantoorgebouw, het noordelijkste deel van het park aangelegd. In het midden van het park staan anno 2023 nog enkele gebouwen, waaronder een kerk, die de volledige voltooiing van het beoogde park in de weg staan.

## Voorzieningen
Door het park ligt als hoofdstructuur in de lengterichting een circa 5 meter breed pad van asfalt. Hierop bevinden zich straatlantaarns, zitbanken en vuilnisbakken en het is zo breed ontworpen zodat erop gestept of geskeelerd kan worden. In het zuidelijk deel van het park zijn op het pad patronen van vogels aangebracht met thermoplast. In dit deel van het park bevinden zich ook een voorziening voor skateboarders, twee schaaktafels, het beeld De Jutter en een fonteinvloer. In het noordelijke deel zijn een  basketbalveld en een speeltuin te vinden. In het meest noordelijke deel van het park, bij het Koningsplein, werd in 2020 een monument onthuld ter nagedachtenis aan de 119 in de Tweede Wereldoorlog vermoorde Joodse inwoners van Den Helder.
Donkere Duinen · Duinpark · (voormalig) Julianapark · (voormalig) Kennedypark · Kreekpark · Loopuytpark · Mariëndal · Quelderduyn · Rehorstpark · Schooterduinpark · Stadspark · Timorpark · Van der Vaartplantsoen